# Nuncjatura Apostolska w Bangladeszu
Nuncjatura Apostolska w Bangladeszu – misja dyplomatyczna Stolicy Apostolskiej w Ludowej Republice Bangladeszu. Siedziba nuncjusza apostolskiego mieści się w Dhace, na terenie Wysokiej Komisji Kanady.

## Historia
2 lutego 1973 papież Paweł VI utworzył Nuncjaturę Apostolską w Bangladeszu. Dotychczas kontakty z tym krajem były w gestii Nuncjatury Apostolskiej w Chinach.